# صوفيا غيتزوفا
كانت صوفيا غيتزوفا (10 يناير 1872 حسب التقويم القديم \ 23 يناير 1872 حسب التقويم الجديد – 11 (12) يوليو 1946) أخصائية في علم الأمراض بيلاروسية المولد وعالمة في فلسطين تحت الانتداب البريطاني. ترعرعت غيتزوفا في بلدة يهودية صغيرة في بيلاروسيا وكانت مخطوبة خلال دراستها للطب في جامعة بيرن لتشايم وايزمان، الذي سيصبح في وقت لاحق أول رئيس لإسرائيل. وكان الاثنان قد عملا ضمن الحركة الصهيونية. وبعد ارتباط دام لأربعة أعوام، فسخ وايزمان خطوبتهما وعادت غيتزوفا لدراسة الطب لتتخرج في عام 1904. قامت غيتزوفا ببحث يستشهد به على نطاق واسع حول الغدة الدرقية حددت فيها أعشاش الخلايا الصلبة في عام 1907.
نظرًا إلى كونها امرأة يهودية أجنبية، كانت الحالة الوظيفية لغيتزوفا غير مستقرة. إذ عملت خلال العشرينيات من القرن العشرين في أماكن عديدة في سويسرا ولمدة وجيزة أيضًا في باريس. في عام 1925، وبعد توصية من ألبرت آينشتاين، حصلت على وظيفة لتعمل كأخصائية في علم الأمراض في جامعة القدس العبرية التي لم تكن قد تأسست بعد، حيث ستصبح في وقت لاحق أول أستاذة جامعية في عام 1927. تعاونت غيتزوفا مع عدد كبير من العلماء الأوروبيين خلال الفترة المتبقية من مسيرتها المهنية قبل تقاعدها في عام 1940.

## نشأتها
ولدت صوفيا (سونيا أيضًا) غيتزوفا (غيكوفا) في 23 من شهر يناير من عام 1872 في بيلاروسيا التي كانت في تلك الآونة جزءًا من الإمبراطورية الروسية. في عام 1874، كانت أسرتها تقيم في سفيسلوتش، التي كانت بلدة يهودية صغيرة تقع في نطاق الاستيطان بالقرب من نوفوغرودوك، والتي كانت تُعرف أيضًا في بعض الأحيان بأنها بلدتها الأم. في رويها عن حياتها الخاصة، ذكرت غيتزوفا أن والديها، بيلا غيلفاند روم من فيلنيوس وباينس غيتزوف (أو باينوس غيتسوف 1845-1896) من غوميل، انتقلا مع العائلة من المناطق الريفية بالقرب من سفيسلوتش، حيث ولدت، إلى فيلنيوس بعد مدة قصيرة من ولادتها. حين كانت غيتزوفا تبلغ من العمر نحو أربعة أعوام، انتقلت العائلة إلى غوميل حيث ستبدأ بعد ثلاثة أعوام دراستها حول الديانة اليهودية وتعلمت الأبجدية العبرية.
توفيت والدة غيتزوفا حين كانت تبلغ من العمر 8 سنوات وتبنتها ابنة عمها، ماري شايندلز كاغان، وعلمتها علم الإملاء الروسي. عادت غيتزوفا إلى غوميل في عام 1882 والتحقت بإحدى المدراس الداخلية المؤسسة حديثًا في أوروبا لثلاثة أعوام. ومن ثم التحقت لمدة 8 أعوام بالمدرسة الداخلية للنساء في رومني قبل أن تبدأ دراسة الطب في جامعة بيرن في سويسرا بدايةً من العام 1895. كانت غيتزوفا ناشطة ضمن الحركة الصهيونية وكانت في العام 1898 مندوبة إلى المؤتمر الصهيوني الثاني المنعقد في بازل. في تلك السنة، خطبت غيتزوفا إلى تشايم وايزمان الذي أخذها لتلتقي أسرته في بينسك في العطل الصيفية في عامي 1898 و1899. سافرت غيتزوفا إلى بينسك في كلتا المناسبتين، رفقة شقيقتها ريبيكا التي كانت أيضًا تدرس الطب في بيرن. ومن المحتمل أن الثنائي عاشا سويًا بعد خطوبتهما، كما كان شائعًا في تلك الفترة.
أصبحت غيتزوفا عضوًا هامًا ضمن التجمع الصهيوني وحضرت المؤتمر الصهيوني الخامس بصفتها مندوبة عن الفصيل الديمقراطي، الذي كان مجموعة راديكالية شكلها صديقها ليو موتزكين ووايزمان في عام 1901. في شهر يوليو من عام 1901 فسخ وايزمان، الذي كان في الفترة نفسها على علاقة بزوجته المستقبلية، فيرا خاتزمان، خطوبته بغيتزوفا التي استمرت لأربعة أعوام، إلا أنه لم يخبر أسرته بذلك حتى شهر مارس من عام 1903.